# Joe Onosai
Joe Onosai (ur. 10 grudnia 1965) – samoański strongman.

## Życiorys
Joe Onosa wziął udział w indywidualnych Mistrzostwach Świata Strongman w latach 1994, 1995, 1997 i 1999. W Mistrzostwach Świata Strongman 1997 i Mistrzostwach Świata Strongman 1999 nie zakwalifikował się do finałów.
Wymiary:
- wzrost 193 cm
- waga 170 – 182 kg
- biceps 56 cm
- klatka piersiowa 165 cm

## Osiągnięcia strongman
- 1994
  - 7. miejsce – Mistrzostwa Świata Strongman 1994 (kontuzjowany)
- 1995
  - 9. miejsce – Mistrzostwa Świata Strongman 1995
- 2001
  - 12. miejsce – Super Seria 2001: Sztokholm